# Arbeit durch Management

Logo

Arbeit durch Management/Patenmodell ist eine bundesweite Initiative, die mit Hilfe ehrenamtlicher Paten, den sogenannten JobPATEN, Langzeitarbeitslose, Arbeitsuchende mit Behinderung und Haupt- sowie Realschüler unterstützen, beraten und vermitteln. Der Träger ist das Diakonische Werk Berlin-Brandenburg-schlesische Oberlausitz e. V. (DWBO)  
Derzeit gibt es Patennetzwerke in 75 Städten in allen Bundesländern.

## Das Patenmodell
Die Diakonie stützt ihr Patenmodell auf zwei Säulen:
1. Bei dem Patenmodell „Jobbruecke“ helfen ehrenamtliche Jobpaten Langzeitarbeitslosen, Arbeit zu finden. Die Erfolgsquote liegt bei über 70 Prozent.
2. Die „Ausbildungsbrücke“ kümmert sich um die berufliche Eingliederung von Schülern aus der achten und neunten Klasse. Die erfolgreiche Vermittlung durch ehrenamtliche Ausbildungspaten liegt hier sogar bei über 90 Prozent.

## Geschichte
Die Anfänge der Initiative reichen bis ins Jahr 1999 zurück. Der damalige Geschäftsführer des Diakonischen Werkes in Fürstenwalde (Land Brandenburg), Bert Schumann, lernte in Holland ein ähnliches Beratungsprojekt im Flüchtlingsbereich kennen: dort engagierten sich Führungskräfte ehrenamtlich für deren Integration in Arbeit. Daraufhin gründete er die Initiative „Arbeit durch Management/Patenmodell“. Als Kooperationspartner aus der Wirtschaft konnten der lokale Rotary-Club, eine Zeitarbeitsfirma, Vattenfall Europe Berlin AG & Co KG (damals noch VEAG), und Bombardier gewonnen werden. Auch die Landesregierung Brandenburg, die Arbeitsagentur und die Robert Bosch Stiftung unterstützen die Initiative.
Konrad Müller, der neue Leiter, führte den Hauptsitz nach Berlin, von wo er  die Aktivitäten zunächst auf  Berlin-Brandenburg und später  auf weitere Bundesländer ausdehnte. Mittlerweile ist die Initiative bundesweit aktiv. 
Ermöglicht wurde dies durch  enge Kooperation mit vielen Partnern, stellvertretend sei hier die Kampagne „Team Arbeit für Deutschland“ des Bundesministeriums für Wirtschaft und Arbeit genannt. (2004)

## Projekte
- 2003 begann die Initiative das Projekt „Mentoren und Kulturcoaches für Migrant/innen“ im Kontext der Berliner Equal-Entwicklungspartnerschaft QiA (Qualifizierung in interkulturelle Arbeit). Das Projekt endete Ende 2007
- „Jobs ohne Barrieren“ war ein Projekt für Menschen mit Behinderung des Bundesministeriums für Gesundheit und Soziale Sicherung, an der sich die Initiative seit März 2005 beteiligt. Von 2007 bis 2009 wurde dieses Projekt an insgesamt 10 Standorten im Bundesgebiet durchgeführt.
- Im Januar 2005 Beginn der Promotion der Zielgruppe Jugendliche und junge Erwachsene in der Berufsorientierung und im Übergang Schule-Beruf in Spandau und Kreuzberg.
- 2006–2007 wurden jugendlichen Hartz-IV-Empfängern Patenschaften angeboten im Aktivierungsprojekt J.O.P. (Kooperation mit dem Jobcenter Friedrichshain-Kreuzberg).
- 2007 startete das von Vattenfall Europe Berlin AG & Co KG geförderte Projekt Ausbildungspartnerschaften, das Auszubildenden, die nicht in ein festes Arbeitsverhältnis übernommen werden konnten, Patenschaften anbietet, um frühzeitig die Umorientierung zu bewältigen und  nicht  arbeitslos zu werden. Das Projekt lief im Dezember 2009 aus.
- 2008 begann die „Ausbildungsbrücke“. Ausbildungspaten begleiten Haupt- und Realschüler von der Vorabschlussklasse bis zum Ende der Ausbildung.

Seit Januar 2005 ist die Initiative dem Landesverband des Diakonischen Werkes Berlin-Brandenburg-schlesische Oberlausitz e. V. (DWBO) angegliedert. Im Sommer 2007 wurde der Verein „Arbeit durch Management/Patenmodelle“ gegründet, in dem sich federführend auch das Diakonische Werk der Evangelischen Kirche Deutschlands engagiert.

## Preise und Auszeichnungen
Die Initiative ist mehrfach auf Bundesebene preisgekrönt. Dazu kommen zahlreiche lokale Auszeichnungen und Bürgerpreise z. B. in Berlin, Bonn und Hagen.
- 2003, 2004 innovatio Preis für caritatives Handeln in Kirche und Diakonie
- 2008 Managementpreis der Fachmesse Con Sozial
- 2011 Deutscher Engagementpreis[1]